# Weston (Maine)
Weston – miasto w Stanach Zjednoczonych, w stanie Maine, w hrabstwie Aroostook.